# Temporada 1967-1968 del RCD Espanyol
Dades de la Temporada 1967-1968 del RCD Espanyol.

## Fets Destacats
- Agost de 1967: L'Espanyol guanya el Trofeu Costa del Sol en vèncer el Santos FC de Pelé per 4 a 1 i la selecció de futbol de l'Argentina per 2 a 1[5]
- 4 de setembre de 1967: Amistós: Espanyol 3 - SCO Angers 2[6]
- 24 de setembre de 1967: Lliga: Espanyol 4 - Pontevedra CF 1[7]
- 7 d'octubre de 1967: Lliga: Reial Madrid 2 - Espanyol 2[8]
- 15 d'octubre de 1967: Lliga: Espanyol 4 - CD Málaga 1[9]
- 10 de desembre de 1967: Lliga: Espanyol 4 - València CF 5[10]
- 17 de desembre de 1967: Lliga: Reial Betis 1 - Espanyol 4[11]
- 18 de febrer de 1968: Lliga: Espanyol 4 - Sevilla FC 0[12]
- 15 d'abril de 1968: Lliga: Espanyol 4 - Reial Betis 0[13]
- 4 de maig de 1968: Copa Internacional: Espanyol 2 - TSV 1860 München 0[14]

## Resultats i Classificació
- Lliga d'Espanya: Novena posició amb 29 punts (30 partits, 12 victòries, 5 empats, 13 derrotes, 48 gols a favor i 44 en contra).
- Copa d'Espanya: Eliminà l'Hèrcules CF a setzens de final, però fou eliminat pel València CF a vuitens de final.

## Plantilla
| P   | Jugador                    | Lliga | Lliga | Copa d'Espanya | Copa d'Espanya |
| P   | Jugador                    | PJ    | G     | PJ             | G              |
| --- | -------------------------- | ----- | ----- | -------------- | -------------- |
| POR | Francisco Romero           | 17    | -22   | 4              | -4             |
| POR | Joan Josep Bertomeu        | 13    | -22   | -              | -              |
| POR | Ramon Coll                 | -     | -     | -              | -              |
| DEF | Manuel Fernández Osorio    | 23    | -     | 4              | -              |
| DEF | Joan Martínez Vilaseca     | 19    | 3     | 1              | -              |
| DEF | José Mingorance            | 18    | 1     | 4              | -              |
| DEF | Juan Manuel Tartilán       | 9     | -     | -              | -              |
| DEF | Jaume Sabaté               | 9     | -     | -              | -              |
| DEF | Ignacio Miguel Bergara     | 8     | 1     | 1              | -              |
| DEF | Miguel Ángel Ochoa         | 5     | -     | -              | -              |
| DEF | Antoni Moya                | 4     | -     | -              | -              |
| DEF | José López                 | 3     | -     | -              | -              |
| DEF | Josep Maria Rodri          | -     | -     | -              | -              |
| DEF | Lluís Navarro              | -     | -     | -              | -              |
| DEF | Antoni Carbonell           | -     | -     | -              | -              |
| MIG | Julià Riera                | 27    | -     | 4              | -              |
| MIG | Ramón Díaz Ramoní          | 20    | -     | -              | -              |
| MIG | Carlos Ramírez             | 15    | 2     | -              | -              |
| MIG | Marcial Pina               | 14    | 3     | 4              | -              |
| MIG | Alfred Parés               | 3     | -     | 1              | -              |
| MIG | Josep Maria Vall           | -     | -     | 4              | 1              |
| MIG | Jesús Glaría               | -     | -     | 3              | -              |
| MIG | Rafael Granero             | -     | -     | -              | -              |
| MIG | José María Alberdi         | -     | -     | -              | -              |
| DAV | José María García Lavilla  | 30    | 11    | 3              | 1              |
| DAV | Cayetano Ré                | 30    | 9     | 4              | 1              |
| DAV | Carmelo Amas               | 26    | 6     | 3              | -              |
| DAV | José María Sánchez Rodilla | 24    | 6     | 4              | 2              |
| DAV | Ramón Miralles             | 13    | 6     | -              | -              |
| DAV | Salvador Rué               | -     | -     | -              | -              |
| DAV | Bernardo Leguizamón        | -     | -     | -              | -              |